# Müdesheim
Müdesheim ist ein Gemeindeteil der Stadt Arnstein im unterfränkischen Landkreis Main-Spessart in Bayern.

## Lage
Das Pfarrdorf liegt einen Kilometer westlich von Reuchelheim im Tal der Wern an der Bundesstraße 26.

## Geschichte
Müdesheim wurde erstmals 889 in einer Schenkungsurkunde des Klosters Fulda als „Moutwinesheim“ erwähnt. Durch die teilweise Freilegung eines Gräberfeldes aus der Merowingerzeit ist jedoch eine frühere Besiedlung erwiesen.
1279 tauchte der Ortsname als Familienname der Herren von Müdesheim auf, bekanntester Träger war Ritter Ullrich von Müdesheim.
Südwestlich von Müdesheim und links der Wern gab es den Ort Hintenach. Es soll um das Jahr 1500 wüst gefallen sein – es wird das Aussterben durch die Pest angenommen.
Am 1. Juli 1974 wurde die bis dahin selbständige Gemeinde zusammen mit ihrem Gemeindeteil Dattensoll in die Stadt Arnstein eingegliedert.

## Sonstiges
Müdesheim war früher ein Winzerdorf mit ausgedehnten Rebanbauflächen. Im 19. Jahrhundert musste jedoch der Weinbau aufgrund von Krankheiten aufgegeben werden. Seit den 2000er Jahren findet der Ort aber wieder zu dieser Tradition zurück.
Sehenswert ist z. B. die Radegundiskapelle im Wald südöstlich von Müdesheim.
Ein Sohn des Ortes ist der Erfinder und Abenteurer Franz Leppich (1778–1819).